# Eduardo Fungairiño Bringas
Eduardo Fungairiño Bringas   (Santander, 30 de maig de 1946 - Madrid, 30 de juny de 2019) fou un jurista espanyol, fiscal en cap de l'Audiència Nacional i del Tribunal Suprem.
Amb 20 anys, va quedar tetraplègic, pel que va quedar postrat en una cadira de rodes de per vida. Llicenciat en Dret, al novembre de 1972 va ingressar a l'Escola Judicial i el 1980 va ser nomenat fiscal a l'Audiència Nacional, on vuit anys després va prendre possessió del càrrec de tinent fiscal. Va investigar causes sobre el terrorisme d'ETA, com els casos d'Henri Parot; José Javier Arizcuren Ruiz, 'Kantauri'; Francisco Múgica Garmendia, 'Pakito'; Santiago Arróspide, 'Santi Potros'; Ignacio Etxebarria, 'Mortadelo', i Idoia Lopez Riaño, 'Tigresa'. El 1990 va ser objecte d'un atemptat amb paquet bomba enviat per ETA que la policia va desactivar abans que li esclatés a les mans. El 1996 va ser expedientat, juntament amb altres fiscals, quan arran d'una inspecció a l'Audiència, la Fiscalia General va advertir insubordinació dels fiscals cap al seu cap, José Aranda, que va ser destituït per la seva falta d'autoritat. La irregularitat de Fungairiño va consistir en amagar un informe pericial relacionat amb l'atemptat d'ETA contra el president José María Aznar, motiu pel qual va ser sancionat amb una multa de 50.000 pessetes, que finalment va arxivar la ministra de Justícia, Margarita Mariscal de Gante. Va ser cessat del seu càrrec a l'Audiència Nacional en l'any 2006 propiciat per les peticions de la banda terrorista ETA durant la treva. Va morir el 30 de juny de 2019 als 73 anys.